# Essai des freins

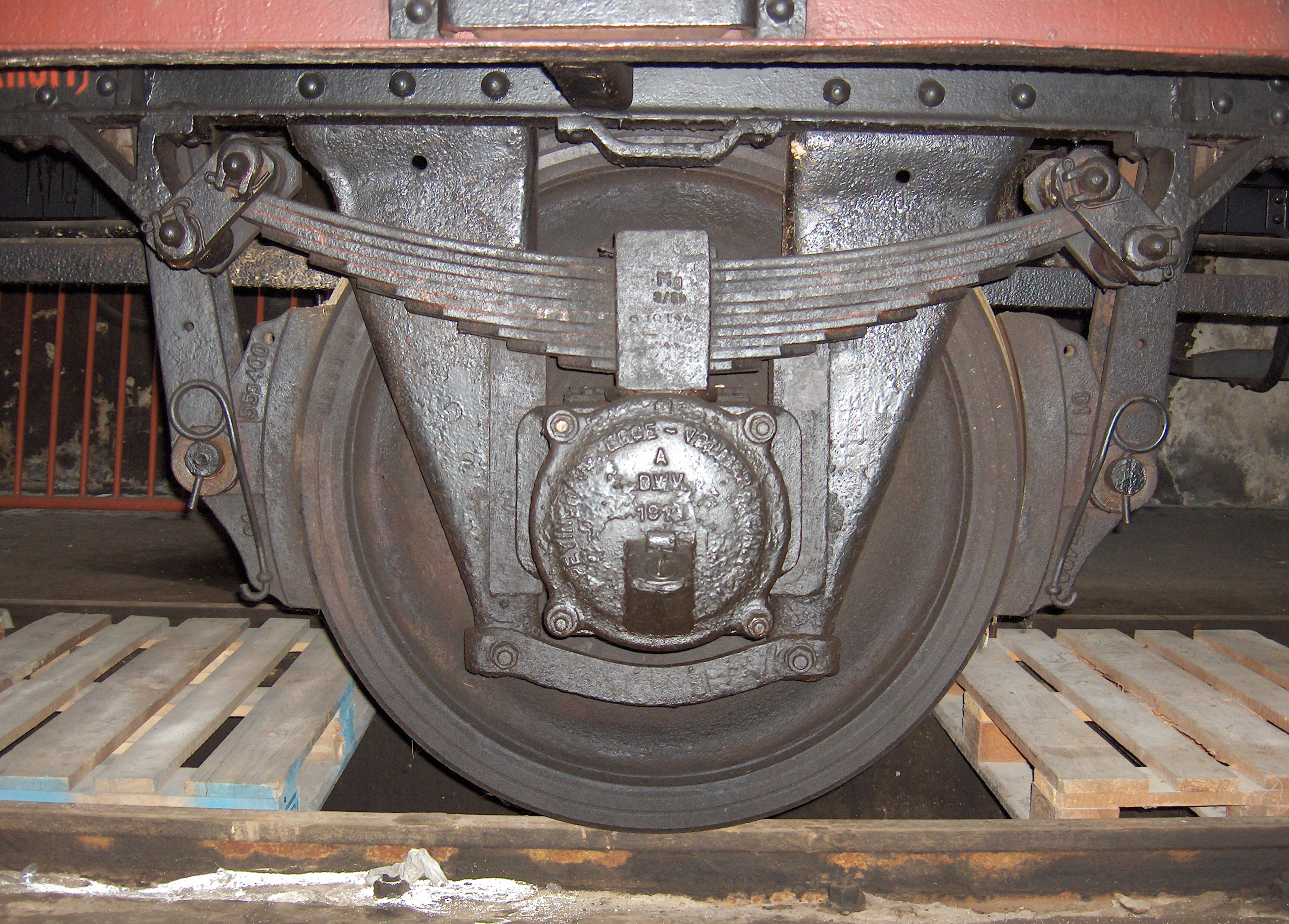
Essieu d'un wagon, les sabots de freins sont clairement visibles autour de la roue.

L'essai des freins, dans le monde du transport ferroviaire, est un acte de sécurité essentiel réalisé à des intervalles définis par la réglementation applicable qui a pour but de s'assurer du bon fonctionnement du système de freinage d'un convoi. De manière générale, un train ne peut pas circuler si ses freins n'ont pas été contrôlés préalablement.

## Généralités

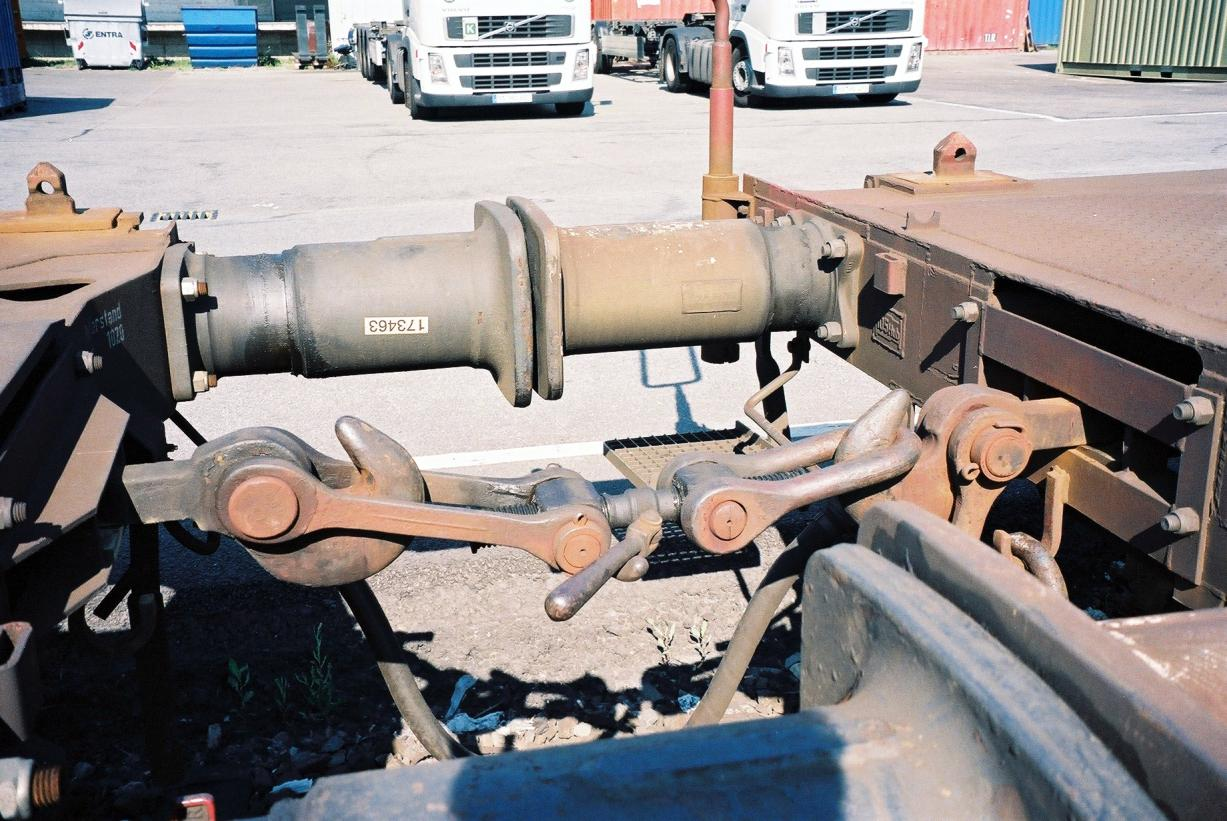
Attelage ferroviaire, on peut voir les boyaux de raccordement de la conduite générale du frein sous l'attelage.

La question du bon fonctionnement du système de freinage est un élément crucial de la sécurité ferroviaire. En effet, de par sa masse et le faible coefficient de frottement du rail sur la roue, un convoi ferroviaire se doit de pouvoir freiner à tout moment et en toute sécurité et ceci passe par des freins fonctionnels sur tout le convoi. Il n'est pas concevable par exemple d'arrêter un train complet avec son seul véhicule moteur ou même seulement une partie du convoi dès lors qu'est atteinte une certaine vitesse ou que le convoi se trouve sur une  déclivité un peu trop prononcée.
Si un train peut ne plus être freiné, l'inverse peut également arriver avec un frein qui ne desserre pas et l'échauffement ou l'usure de la roue, dans le cas où elle serait complètement bloquée, en résultant peut avoir également des incidences graves sur la sécurité, sans parler des coûts qu'un tel incident peut générer en réparation.
Aussi, afin d'écarter tout risque de se retrouver avec un train roulant avec un dérangement au système de freinage, les réglementations nationales ferroviaires prévoient d'effectuer divers essais de frein qui peuvent différer selon la situation. En effet, il a fallu s'adapter à la conception particulière du transport ferroviaire qui oblige, tout au long de la journée, la modification de la composition du convoi par l'ajout, le retrait ou l'échange de wagons, voitures et autres locomotives qui sont autant de véhicules avec leurs propres freins qui doivent aussi être vérifies. Il a ainsi été nécessaire de prévoir des essais applicables pour chacune de ces actions de manière à éviter, par exemple, qu'une partie de train nouvellement ajoutée ne soit victime d'un problème de freinage qui ne serait pas détecté et compromettrait la sécurité du train.

## Les différents essais de frein
L'appellation de ces différents essais de frein varie selon les pays, et leurs réalisations peuvent également différer ; néanmoins le but reste toujours le même, s'assurer du bon fonctionnement du système de freinage.
Il est possible, dans certains cas particuliers comme lors de mouvements de manœuvre ou de très court train circulant à très faible vitesse, de ne pas contrôler le système de freinage. Les très fréquents déplacements de véhicules au sein d'une gare, s'il était nécessaire de faire un essai du frein à chaque fois, prendraient un temps bien trop long. Dès lors des règles existent également pour permettre le déplacement de véhicules ferroviaires remorqués sans essai du frein, avec de très fortes restrictions de poids et de vitesse qui garantissent ainsi une sécurité maximale malgré l'absence d'essai.

### Essai complet du frein
Il a pour but de contrôler que les freins fonctionnent sur la totalité du convoi et de s'assurer par là même occasion que la conduite générale, qui amène l'air aux cylindres de frein et régit le freinage, est fonctionnelle sur toute sa longueur.

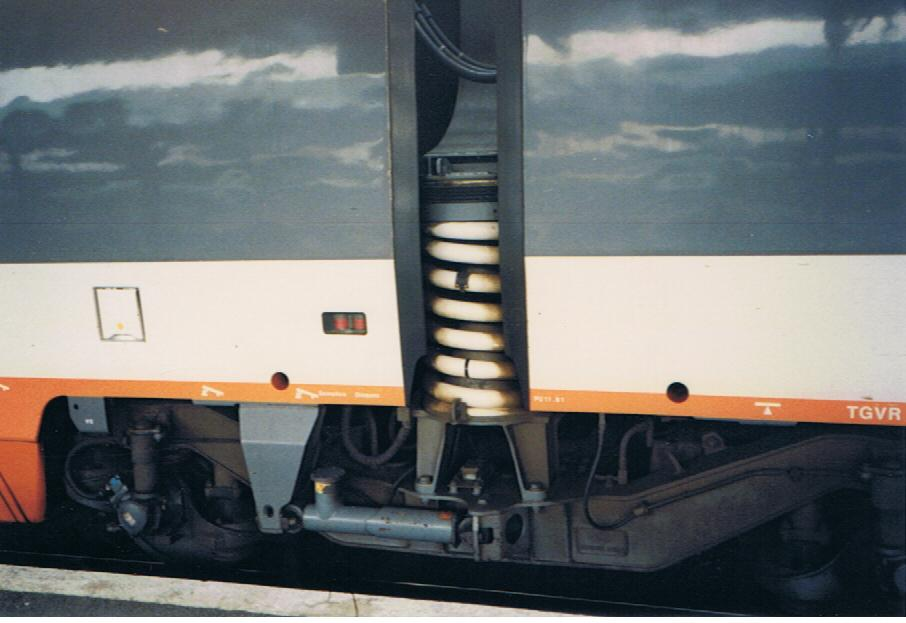
Sur le bas de caisse de la voiture TGV de gauche, on peut voir les deux voyants de contrôle du frein qui sont ici rouges donc serrés.

### Essai partiel du frein
Il permet de vérifier le bon fonctionnement du système de freinage sur une partie du convoi, par exemple des voitures nouvellement ajoutées ou après le retrait d'un véhicule intermédiaire qui a nécessité la coupure momentanée, pour le dételage, de la conduite générale. L'idée générale n'est plus alors de contrôler l'efficacité de chaque frein sur chaque véhicule, mais seulement sur une partie de celui-ci tout en vérifiant le bon déplacement de l'air au sein de la conduite générale.

### Essai simplifié
Son rôle est de s'assurer que le système de commande du freinage en cabine de conduite fonctionne, le déplacement de l'air dans la conduite générale et le serrage effectif des freins n'est pas contrôlé. Ce type d'essai est effectué par exemple si un véhicule moteur a été mis hors-service un court instant et que la composition du convoi n'a pas été modifiée.

## L’exécution de l'essai des freins
Bien que pouvant grandement varier d'un pays à l'autre, il est dans le principe toujours nécessaire de s'assurer du bon desserrage du frein sur un quelconque véhicule, puis un serrage sera effectué et contrôlé là où c'est nécessaire, ensuite les freins seront lâchés et contrôlés à nouveau.
Le contrôle du serrage et du desserrage du frein peut être, selon le matériel, fait de différentes façons. Soit au sol, en allant manuellement contrôler la bonne application puis le relâchement des sabots de frein sur les  essieux, soit à l'aide de voyants situés sur les  bogies, soit à l'aide d'un système d'essai des freins en cabine de conduite qui indique directement au mécanicien l'état des freins du convoi.

### En Suisse
Après qu'il a été contrôlé sur un véhicule quelconque du convoi que les freins sont desserrés et que la conduite générale est étanche en interrompant son alimentation, le mécanicien abaisse la pression de cette dernière d'1 bar . Le serrage des freins est alors contrôlé selon le type d'essai effectué sur tout ou partie des véhicules ou au manomètre de l'engin moteur. Ensuite, la conduite générale sera remplie à nouveau à 5 bar de manière à lâcher les freins et le desserrage sera vérifié de la même manière que le serrage.